# كاريفيل (ساسكاتشوان)
كاريفيل (بالإنجليزية: Carievale, Saskatchewan)‏ هي قرية تقع في كندا في ساسكاتشوان. يقدر عدد سكانها بـ 241 نسمة .